# Saint-Michel-sous-Bois
Pour les articles homonymes, voir Saint-Michel.
Saint-Michel-sous-Bois est une commune française située dans le département du Pas-de-Calais en région Hauts-de-France. Ses habitants sont appelés les Saint-Michellois. La commune est membre de la communauté de communes du Haut Pays du Montreuillois.

## Géographie

### Localisation
Localisée dans le sud-ouest du département du Pas-de-Calais, Saint-Michel-sous-Bois est une commune rurale située, à vol d'oiseau, à 13 km au nord-est de la commune de Montreuil-sur-Mer (chef-lieu d'arrondissement).
Le territoire de la commune est limitrophe de ceux de sept communes.
Les communes limitrophes sont Quilen, Bimont, Clenleu, Embry, Herly, Humbert et Rimboval.

### Géologie et relief
La superficie de la commune est de 5,66 km2 ; son altitude varie de 68  à   190 m.

### Hydrographie
La commune, située dans le bassin Artois-Picardie, est, selon le Service d'administration nationale des données et référentiels sur l'eau (Sandre), drainée par trois d'eau :
- le Bras de Bronne, d'une longueur de 10,83 km qui prend sa source dans la commune et se jette dans la Canche au niveau de la commune de Brimeux[4] ;

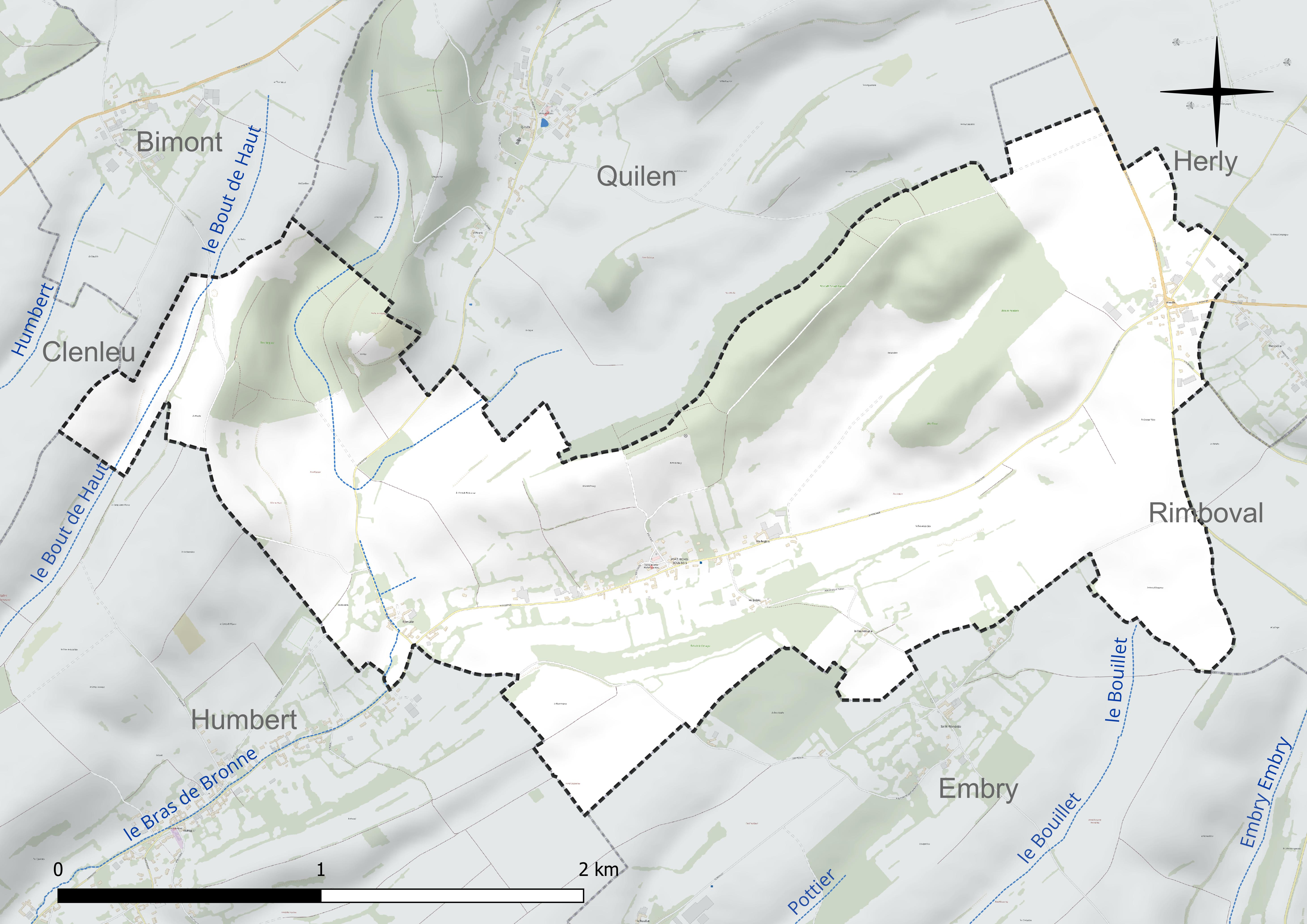
Réseau hydrographique de Saint-Michel-sous-Bois.

- le Bout de Haut, d'une longueur de 3,08 km qui prend sa source dans la commune de Bimont et termine sa course au niveau de la commune de Sempy[5] ;
- et un cours d'eau au toponyme hydrographique inconnu, d'une longueur de 2,81 km qui prend sa source dans la commune de Quilen et y termine sa course[6].

### Climat
Pour des articles plus généraux, voir Climat des Hauts-de-France et Climat du Nord-Pas-de-Calais.
En 2010, le climat de la commune est de type climat océanique franc, selon une étude du Centre national de la recherche scientifique (CNRS) s'appuyant sur une série de données couvrant la période 1971-2000. En 2020, Météo-France publie une typologie des climats de la France métropolitaine dans laquelle la commune est exposée à un climat océanique et est dans la région climatique Côtes de la Manche orientale, caractérisée par un faible ensoleillement (1 550 h/an) ; forte humidité de l’air (plus de 20 h/jour avec humidité relative > 80 % en hiver), vents forts fréquents.
Pour la période 1971-2000, la température annuelle moyenne est de 10,2 °C, avec une amplitude thermique annuelle de 13,2 °C. Le cumul annuel moyen de précipitations est de 1 051 mm, avec 13,7 jours de précipitations en janvier et 8,7 jours en juillet. Pour la période 1991-2020, la température moyenne annuelle observée sur la station météorologique la plus proche, située sur la commune de Radinghem à 14 km à vol d'oiseau, est de 10,5 °C et le cumul annuel moyen de précipitations est de 1 038,1 mm,. Pour l'avenir, les paramètres climatiques de la commune estimés pour 2050 selon différents scénarios d'émission de gaz à effet de serre sont consultables sur un site dédié publié par Météo-France en novembre 2022.

### Paysages
Pour un article plus général, voir Paysage en France.
La commune est située dans le « paysage montreuillois » tel que défini dans l’atlas des paysages de la région Nord-Pas-de-Calais, conçu par la direction régionale de l'Environnement, de l'Aménagement et du Logement (DREAL),. Ce paysage, qui concerne 98 communes, se délimite : à l’Ouest par des falaises qui, avec le recul de la mer, ont donné naissance aux bas-champs ourlées de dunes ; au Nord par la boutonnière du Boulonnais ; au sud par le vaste plateau formé par la vallée de l’Authie, et à l’Est par les paysages du Ternois et de Haut-Artois. Ce paysage régional, avec, dans son axe central, la vallée de la Canche et ses nombreux affluents comme la Course, la Créquoise, la Planquette…, offre une alternance de vallées et de plateaux, appelée « ondulations montreuilloises ». Dans ce paysage, et plus particulièrement sur les plateaux, on cultive la betterave sucrière, le blé et le maïs, et les plateaux entre la Ternoise et la Créquoise sont couverts de vastes massifs forestiers comme la forêt d'Hesdin, les bois de Fressin, Sains-lès-Fressin, Créquy….

### Milieux naturels et biodiversité

#### Zones naturelles d'intérêt écologique, faunistique et floristique
L’inventaire des zones naturelles d'intérêt écologique, faunistique et floristique (ZNIEFF) a pour objectif de réaliser une couverture des zones les plus intéressantes sur le plan écologique, essentiellement dans la perspective d’améliorer la connaissance du patrimoine naturel national et de fournir aux différents décideurs un outil d’aide à la prise en compte de l’environnement dans l’aménagement du territoire.
Le territoire communal comprend une ZNIEFF de type 1 : le bois de Quilen et le coteau de la motte du moulin. Cette ZNIEFF correspond à une colline crayeuse à partie sommitale avec affleurement de craie grise (Turonien supérieur) et dont les flancs de marnes crayeuses (Turonien moyen) sont principalement occupés par des boisements neutrophiles à neutro-calcicoles.
et une ZNIEFF de type 2 :
les vallées de la Créquoise et de la Planquette, d’une superficie de 15 157 ha et d'une altitude variant de 13  à   181 mètres. Ces deux vallées se situent aux confins de deux régions naturelles : le Haut Pays d’Artois et le Ternois et constituent un des paysages ruraux traditionnels du Nord-Pas-de-Calais les mieux conservés.

Carte des ZNIEFF de type 1 et 2 sur la commune
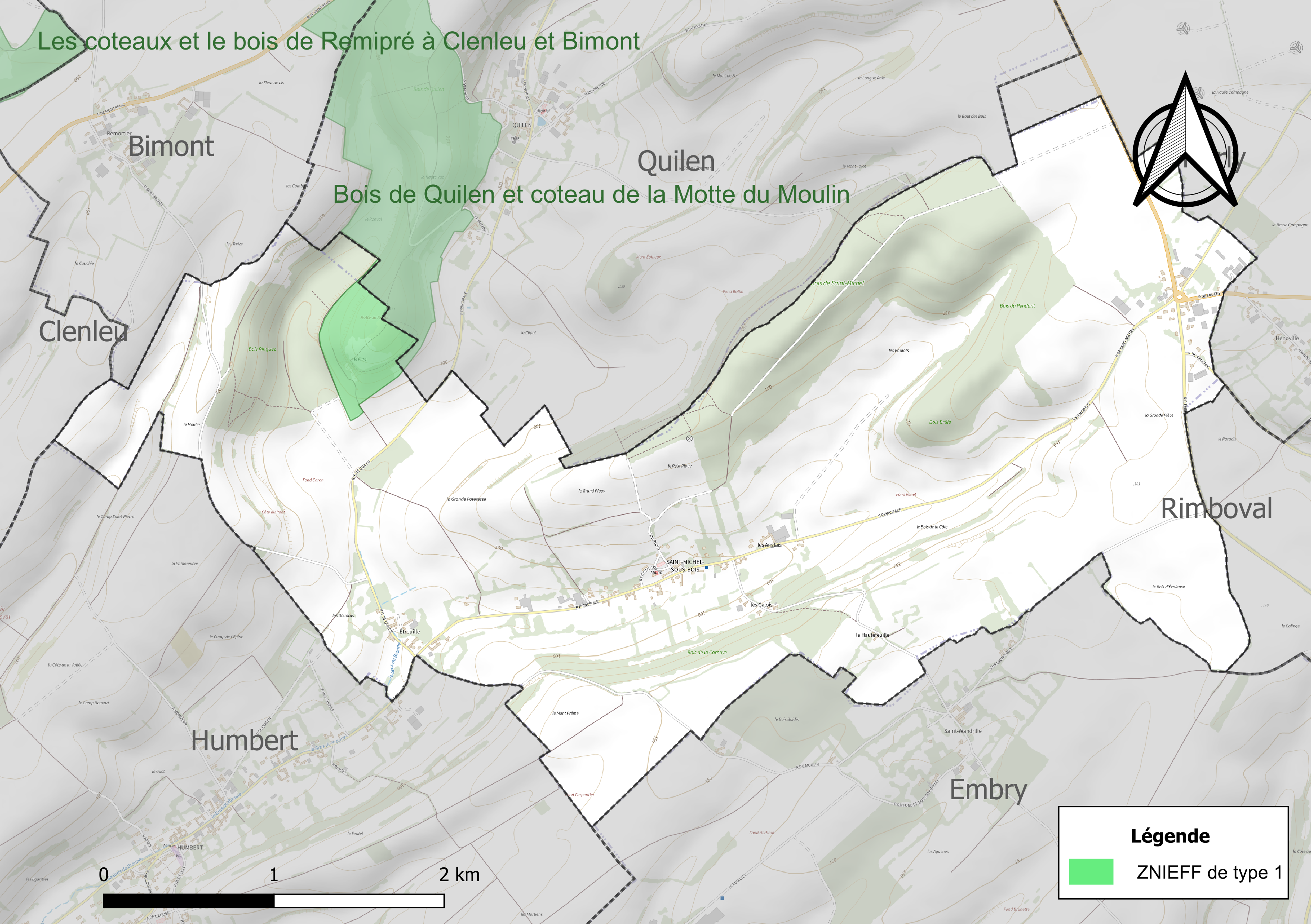
Carte de la ZNIEFF de type 1 sur la commune.
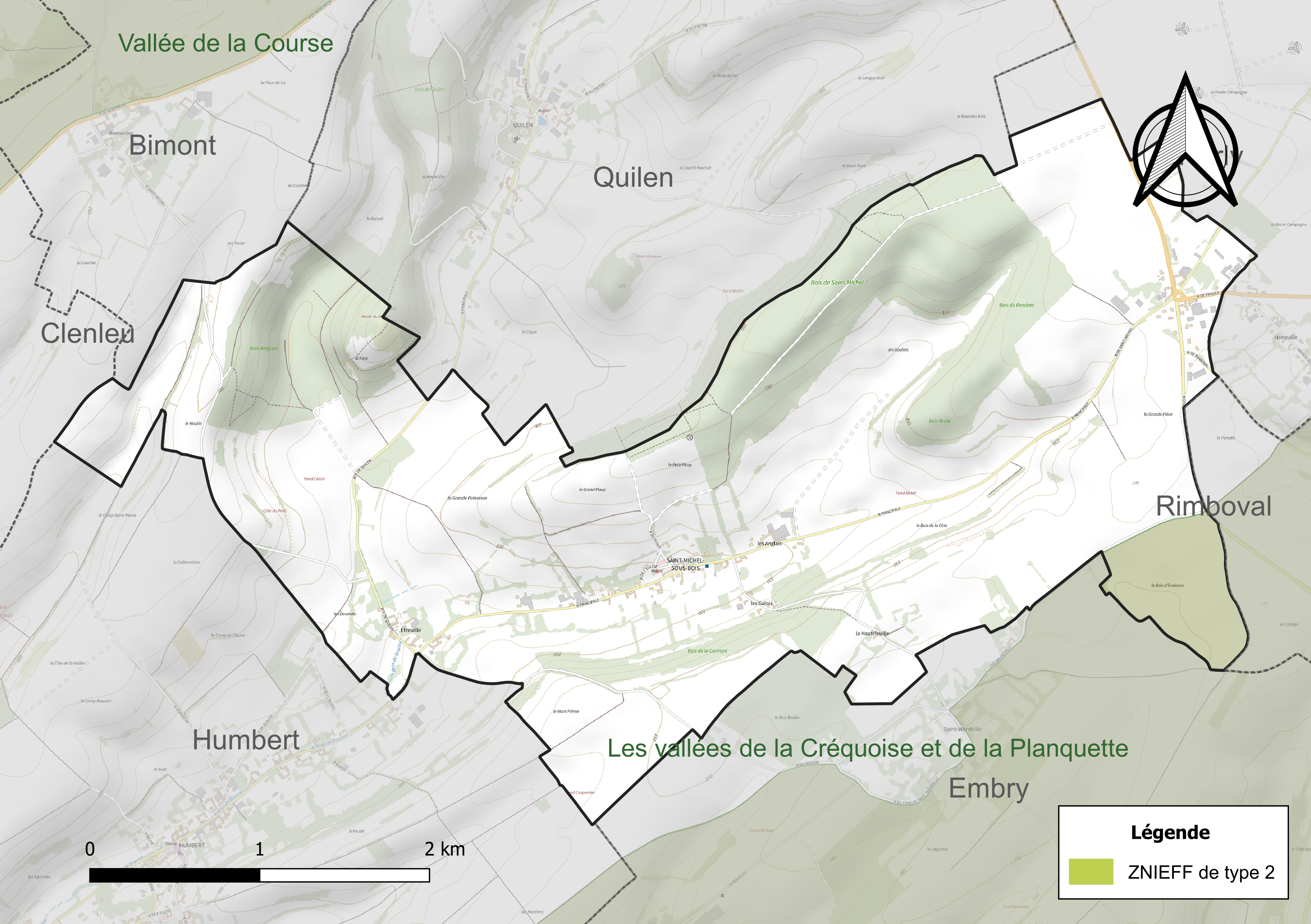
Carte de la ZNIEFF de type 2 sur la commune.

#### Espèces faunistiques et floristiques
L’Inventaire national du patrimoine naturel (INPN) recense plusieurs espèces faunistiques et floristiques sur le territoire de la commune dont certaines sont protégées et d’autres menacées et quasi-menacées.

## Urbanisme

### Typologie
Au 1er janvier 2024, Saint-Michel-sous-Bois est catégorisée commune rurale à habitat dispersé, selon la nouvelle grille communale de densité à sept niveaux définie par l'Insee en 2022.
Elle est située hors unité urbaine et hors attraction des villes,.

### Occupation des sols
L'occupation des sols de la commune, telle qu'elle ressort de la base de données européenne d’occupation biophysique des sols Corine Land Cover (CLC), est marquée par l'importance des territoires agricoles (79,8 % en 2018), en diminution par rapport à 1990 (84 %). La répartition détaillée en 2018 est la suivante : 
terres arables (54,9 %), forêts (17,7 %), zones agricoles hétérogènes (14 %), prairies (10,9 %), zones urbanisées (2,5 %). L'évolution de l’occupation des sols de la commune et de ses infrastructures peut être observée sur les différentes représentations cartographiques du territoire : la carte de Cassini (XVIIIe siècle), la carte d'état-major (1820-1866) et les cartes ou photos aériennes de l'IGN pour la période actuelle (1950 à aujourd'hui).

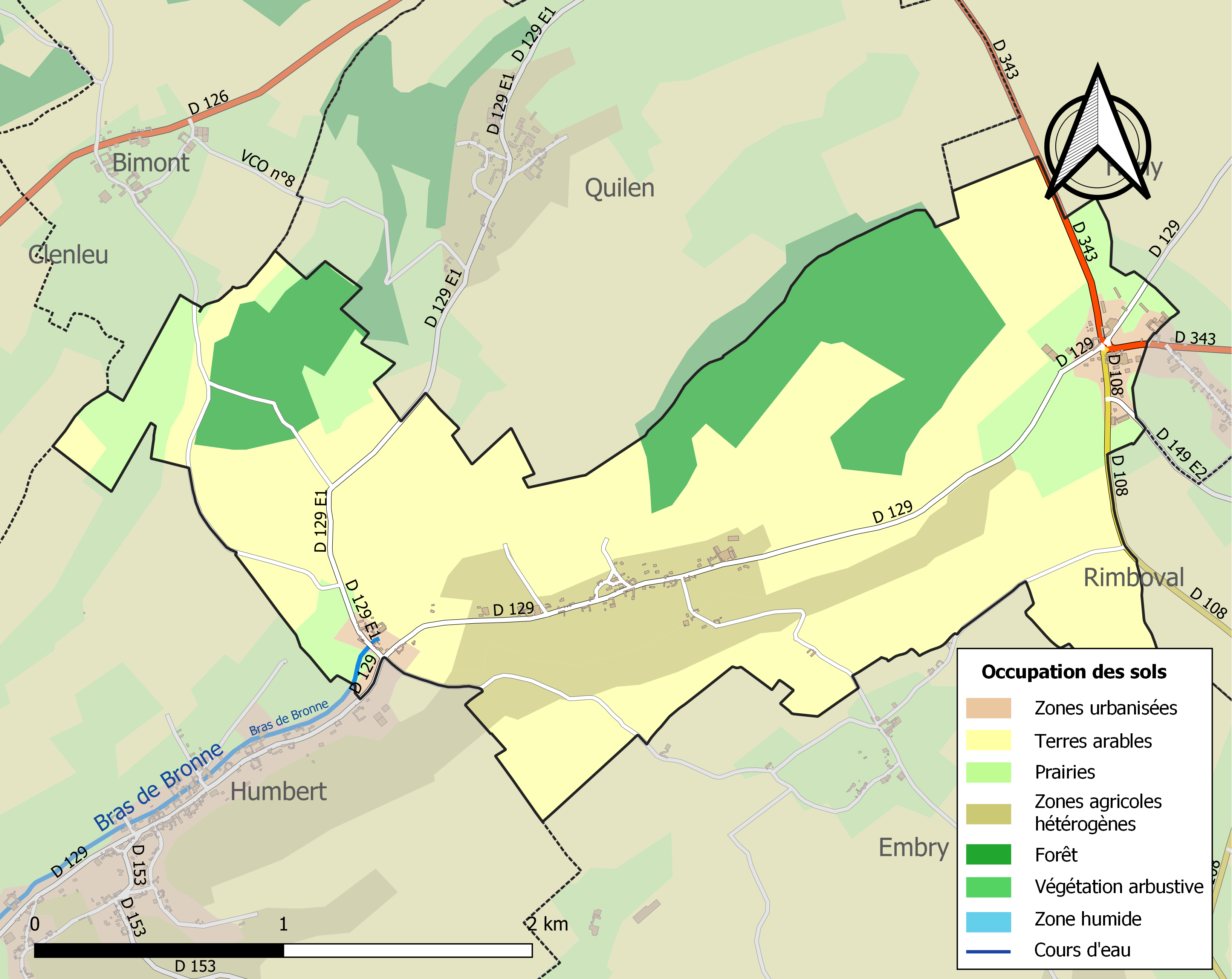
Carte des infrastructures et de l'occupation des sols de la commune en 2018 (CLC).

### Risques naturels et technologiques
La commune est reconnue en état de catastrophe naturelle à la suite des inondations et coulées de boue du 1er au 3 novembre 2012.

## Toponymie
Le nom de la localité est attesté sous les formes Sanctus Michael en 1198 ; Saint Mikiel en 1280 ; Saint-Miquiel-en-Arthiois en 1430 ; Saint-Miquiel-en-Orthiois en 1469 ; Sainct-Miequel-en-Orthioys en 1476 ; Saint-Micquiel en 1495 ; Saint-Michel-en-Ortiois en 1515 ; Saint-Michel-en-Artois de 1623 à 1631 ; Bois-au-Mont en 1793 ; Saint Michel en 1793 ;  Saint-Michel en 1801 et Saint-Michel-sous-Bois depuis 1905.
Durant la Révolution, la commune porte le nom de Bois-au-Mont.
Saint-Michel est un hagiotoponyme qui fait référence à l'archange saint Michel, saint sous lequel est placé le vocable de l'église.

## Histoire
D'après l'historien français Auguste de Loisne : « Saint-Michel, en 1789, faisait partie de la sénéchaussée de Boulogne, ancien ressort judiciaire des bailliages réunis d'Étaples, Choquel et Bellefontaine, et suivait la coutume de Boulonnais. Son église, d'abord diocèse de Thérouanne, doyenné de Fauquembergues, puis diocèse de Boulogne, doyenné d'Alette, secours d'Humbert, était consacrée à saint Michel. »

## Politique et administration

### Découpage territorial
La commune se trouve dans l'arrondissement de Montreuil du département du Pas-de-Calais.

#### Commune et intercommunalités
La commune est membre de la communauté de communes du Haut Pays du Montreuillois qui regroupe 49 communes et totalise 15 703 habitants en 2021.

#### Circonscriptions administratives
La commune est rattachée au canton de Lumbres.

#### Circonscriptions électorales
Pour l'élection des députés, la commune fait partie de la quatrième circonscription du Pas-de-Calais.

### Élections municipales et communautaires

#### Liste des maires
| Période                                  | Période                    | Identité        | Étiquette | Qualité                                                                              |
| ---------------------------------------- | -------------------------- | --------------- | --------- | ------------------------------------------------------------------------------------ |
| Les données manquantes sont à compléter. |                            |                 |           |                                                                                      |
| (maire en 1981)                          |                            | Lucien Bailleux |           |                                                                                      |
| mars 2001                                | En cours (au 5 avril 2022) | René Lecerf     |           | Agriculteur retraité Réélu pour le mandat 2014-2020, Réélu pour le mandat 2020-2026, |

## Population et société

### Démographie
Les habitants de la commune sont appelés les Saint-Michellois.

#### Évolution démographique
L'évolution du nombre d'habitants est connue à travers les recensements de la population effectués dans la commune depuis 1793. Pour les communes de moins de 10 000 habitants, une enquête de recensement portant sur toute la population est réalisée tous les cinq ans, les populations de référence des années intermédiaires étant quant à elles estimées par interpolation ou extrapolation. Pour la commune, le premier recensement exhaustif entrant dans le cadre du nouveau dispositif a été réalisé en 2008.

En 2022, la commune comptait 129 habitants, en évolution de +8,4 % par rapport à 2016 (Pas-de-Calais : −0,72 %, France hors Mayotte : +2,11 %).
| 1793 | 1800 | 1806 | 1821 | 1831 | 1836 | 1841 | 1846 | 1851 |
| ---- | ---- | ---- | ---- | ---- | ---- | ---- | ---- | ---- |
| 267  | 258  | 297  | 301  | 292  | 253  | 250  | 276  | 248  |

| 1856 | 1861 | 1866 | 1872 | 1876 | 1881 | 1886 | 1891 | 1896 |
| ---- | ---- | ---- | ---- | ---- | ---- | ---- | ---- | ---- |
| 233  | 246  | 238  | 220  | 219  | 200  | 194  | 191  | 171  |

| 1901 | 1906 | 1911 | 1921 | 1926 | 1931 | 1936 | 1946 | 1954 |
| ---- | ---- | ---- | ---- | ---- | ---- | ---- | ---- | ---- |
| 173  | 161  | 167  | 143  | 131  | 129  | 133  | 123  | 110  |

| 1962 | 1968 | 1975 | 1982 | 1990 | 1999 | 2006 | 2008 | 2013 |
| ---- | ---- | ---- | ---- | ---- | ---- | ---- | ---- | ---- |
| 111  | 124  | 122  | 125  | 106  | 89   | 108  | 113  | 122  |

| 2018 | 2022 | - | - | - | - | - | - | - |
| ---- | ---- | - | - | - | - | - | - | - |
| 120  | 129  | - | - | - | - | - | - | - |

#### Pyramide des âges
En 2018, le taux de personnes d'un âge inférieur à 30 ans s'élève à 33,3 %, soit en dessous de la moyenne départementale (36,7 %). À l'inverse, le taux de personnes d'âge supérieur à 60 ans est de 25,0 % la même année, alors qu'il est de 24,9 % au niveau départemental.
En 2018, la commune comptait 58 hommes pour 62 femmes, soit un taux de 51,67 % de femmes, légèrement supérieur au taux départemental (51,50 %).
Les pyramides des âges de la commune et du département s'établissent comme suit.
| Hommes | Classe d’âge | Femmes |
| ------ | ------------ | ------ |
| 0,0    | 90 ou +      | 0,0    |
| 5,2    | 75-89 ans    | 12,9   |
| 19,0   | 60-74 ans    | 12,9   |
| 24,1   | 45-59 ans    | 22,6   |
| 20,7   | 30-44 ans    | 16,1   |
| 10,3   | 15-29 ans    | 14,5   |
| 20,7   | 0-14 ans     | 21,0   |

| Hommes | Classe d’âge | Femmes |
| ------ | ------------ | ------ |
| 0,5    | 90 ou +      | 1,6    |
| 5,6    | 75-89 ans    | 8,9    |
| 16,7   | 60-74 ans    | 18,1   |
| 20,2   | 45-59 ans    | 19,2   |
| 18,9   | 30-44 ans    | 18,1   |
| 18,2   | 15-29 ans    | 16,2   |
| 19,9   | 0-14 ans     | 17,9   |

## Culture locale et patrimoine

### Lieux et monuments
- L'église Saint-Michel.
- Le monument aux morts, surmonté d'une croix latine[34].

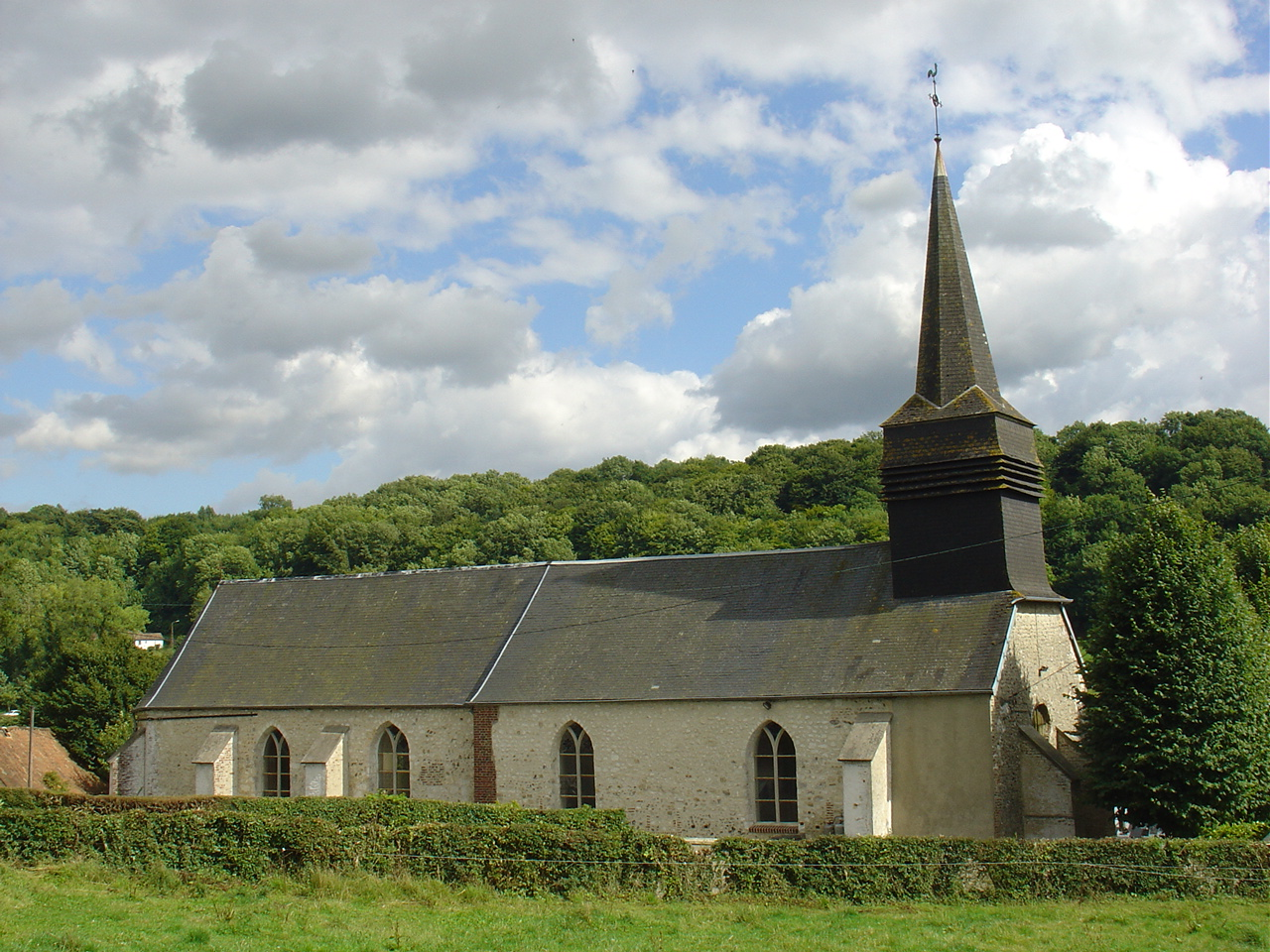
L'église Saint-Michel.
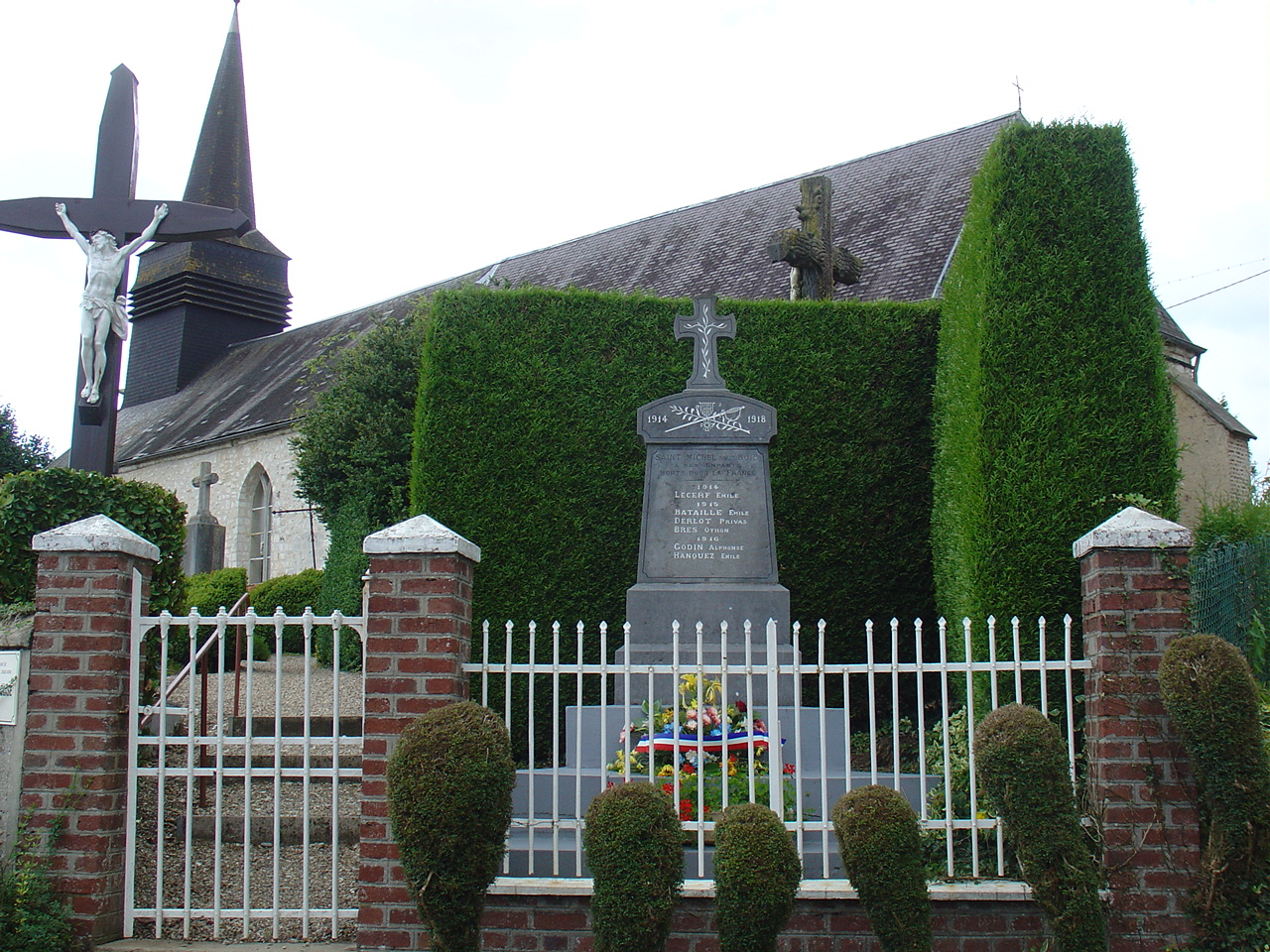
Le monument aux morts.

### Héraldique
| Blason de Saint-Michel-sous-Bois | Blason  | Échiqueté de gueules et d'or; au franc-quartier d'hermine chargé d'un Chérubin de gueules tenant un rameau de sinople dans sa bouche. |
| Blason de Saint-Michel-sous-Bois | Détails | Armes de la famille d'Hesmond, originaire du Boulonnais, et qui donna des seigneurs du lieu aux XVIe et XVIIe siècles, auxquelles a été ajouté un chérubin, censé représenter saint Michel, tenant un rameau dans sa bouche, qui représenterait le bois, présent dans le nom de la commune. |

## Pour approfondir

#### Bases de données, dictionnaires et encyclopédies
- Ressources relatives à la géographie :   - Insee (communes)
  - Ldh/EHESS/Cassini
- Ressource relative à plusieurs domaines :   - Annuaire du service public français
- Notices d'autorité :   - VIAF
  - BnF (données)